# ودستا
ودستا (به ایتالیایی: Vedeseta) یک کومونه در ایتالیا است که در استان برگامو واقع شده‌است.

## خصوصیات
ودستا ۱۹٫۸ کیلومترمربع مساحت و ۲۴۴ نفر جمعیت دارد و ۸۲۰ متر بالاتر از سطح دریا واقع شده‌است.